# バンザイ 〜10th Anniversary Edition〜
『バンザイ〜10th Anniversary Edition〜』（バンザイ　テンスアニヴァーサリーエディション）はウルフルズの企画アルバム。発売元は東芝EMI（現：ユニバーサルミュージックジャパン）。2006年1月25日発売。

## 解説
3枚目のアルバム『バンザイ』発売10周年を記念して制作発売されたアルバム。未発表曲やシングルのカップリング曲など、ボーナス・トラック9曲を収録。初回限定盤と通常盤の2形態で発売。初回限定盤はDVD同梱、レコーディング時スナップ・メンバーのライナーノーツを収載したブックレット封入。三方背BOX仕様。

## メンバー
- トータス松本 - ボーカル・ギター・ハーモニカ
- ジョン・B・チョッパー - ベース・コーラス
- サンコンJr. - ドラムス・コーラス
- ウルフルケイスケ - ギター・コーラス

## 収録曲

### CD
全曲 作詞・作曲：トータス松本（特記以外）、編曲：伊藤銀次、ウルフルズ
| #         | タイトル                                                               | 作詞                                | 作曲                           | 時間  |
| --------- | ---------------------------------------------------------------------- | ----------------------------------- | ------------------------------ | ----- |
| 1.        | 「ガッツだぜ!!」                                                       | トータス松本                        | トータス松本                   | 4:00  |
| 2.        | 「トコトンで行こう!」(リミックス・ヴァージョン)                        | トータス松本、伊藤銀次              | トータス松本                   | 3:16  |
| 3.        | 「バンザイ 〜好きでよかった〜」                                        | トータス松本                        | トータス松本                   | 4:37  |
| 4.        | 「暴動チャイル」                                                       | トータス松本                        | トータス松本                   | 3:57  |
| 5.        | 「SUN SUN SUN'95」                                                     | トータス松本                        | トータス松本、ウルフルケイスケ | 4:26  |
| 6.        | 「てんてこまいmy mind」                                                | トータス松本                        | トータス松本                   | 4:27  |
| 7.        | 「大阪ストラット」(フルサイズ・アルバム・ヴァージョン)                 | 大瀧詠一                            | 大瀧詠一                       | 4:49  |
| 8.        | 「ダメなものはダメ」                                                   | ウルフルズ                          | ウルフルズ                     | 4:45  |
| 9.        | 「おし愛 へし愛 どつき愛」                                             | トータス松本                        | トータス松本                   | 4:17  |
| 10.       | 「泣きたくないのに」                                                   | トータス松本                        | トータス松本                   | 3:15  |
| 11.       | 「安産ママ」                                                           | トータス松本、伊藤銀次              | トータス松本                   | 2:43  |
| 12.       | 「それがドーシタ」                                                     | トータス松本                        | トータス松本、伊藤銀次         | 4:05  |
| 13.       | 「ウソつけ!ウソいえ!ウソぬかせ!」                                      | トータス松本、伊藤銀次              | トータス松本                   | 3:13  |
| 14.       | 「今夜どう?（ここまではOK!）」                                         | ジョン・B・チョッパー、伊藤銀次     | トータス松本                   | 4:56  |
| 15.       | 「いいたい事はそれだけ」                                               | トータス松本                        | トータス松本                   | 4:22  |
| 16.       | 「春一番（スタジオ・ライヴ・バージョン）」(キャンディーズのカバー曲。) | 穂口雄右                            | 穂口雄右                       | 4:19  |
| 17.       | 「いい女（スタジオ・ライヴ・バージョン）」                             | トータス松本 ウルフルケイスケ       | トータス松本 ウルフルケイスケ  | 4:52  |
| 18.       | 「大阪ストラット（パートI）」                                          | 大瀧詠一                            | 大瀧詠一                       | 4:47  |
| 19.       | 「イェーマン」                                                         | トータス松本、ジョン・B・チョッパー | トータス松本                   | 3:18  |
| 合計時間: | 合計時間:                                                              | 合計時間:                           | 合計時間:                      | 78:24 |

## 曲解説
1. ガッツだぜ!!
2. トコトンで行こう!（リミックス・ヴァージョン）
3. バンザイ 〜好きでよかった〜
4. 暴動チャイル
5. SUN SUN SUN'95
6. てんてこまいmy mind
7. 大阪ストラット（フルサイズ・アルバム・ヴァージョン）
8. ダメなものはダメ
9. おし愛 へし愛 どつき愛
10. 泣きたくないのに

【以下、ボーナス・トラック】
11. 安産ママ
12. それがドーシタ
上記2曲「トコトンで行こう!」カップリング曲。[3]
13. ウソつけ!ウソいえ!ウソぬかせ!
14. 今夜どう?（ここまではOK!）
上記2曲「SUN SUN SUN'95」カップリング曲。
15. いいたい事はそれだけ
「ガッツだぜ!!」カップリング曲。
16. 春一番（スタジオ・ライヴ・バージョン）[4]
17. いい女（スタジオ・ライヴ・バージョン）
上記2曲「バンザイ 〜好きでよかった〜」カップリング曲。
18. 大阪ストラット（パートI）未発表曲。[5]
19. イェーマン
未発表曲。

## 初回限定盤同梱DVD
1. MV撮影風景･学園祭ライヴ･スタジオライヴなど10年前のウルフルズ激レア映像を収録!